# Ford model TT
Ford model TT byl lehký nákladní automobil vyráběný společností Ford v letech 1917–1928. Konstrukčně vycházel z osobního automobilu, ze známého modelu Ford T, ale měl delší rozvor, těžší rám a zadní nápravu, takže jeho nosnost byla přibližně 1 krátká neboli americká tuna (asi 0,9 tuny v soustavě SI). Celkem bylo vyrobeno přibližně 1,5 miliónu kusů (bez kanadské produkce).

## Výroba
Když byly v roce 1917 vyrobeny první tři kusy, prodával se Model TT pouze jako podvozek s motorem. Kupující si dodal karoserii, resp. mu ji dle požadavků dodala další společnost (např. automobilka Graham-Paige, která se tehdy jmenovala ještě Graham Brothers, začínala v roce 1919 jak kity pro Ford T, tak úpravami Fordu TT). Cena zpočátku byla 600 dolarů (přibližně 13 700 USD v cenách roku 2022). Od roku 1924 byl vůz k dispozici s továrně vyráběnou karoserií (různé verze). V roce 1925 byl přidán ručně ovládaný stěrač čelního skla. Do roku 1926 cena klesla na 325 dolarů (přibližně 5370 USD v cenách roku 2022).

### Výroba pro armádu
Poté co v roce 1917 USA vstoupili do první světové války, byla prakticky celá produkce roku 1918 dodána americké a britské armádě. Pat Ware ve své World Encyclopedia of Military Vehicles k tomu uvádí, že ačkoli byl Ford pacifista, rád dodal americké armádě více než 12 000 kusů těchto vozidel. Ford TT se tak stal de facto standardním armádním vozidlem a používal se pro nejrůznější účely.
Pat Ware ve zmíněné Světové encyklopedii armádních vozidel k tomu dále píše: „Model TT byl během první světové války hojně využíván americkou a britskou armádou jako štábní vůz, ambulance, dodávka a nákladní vůz, dokonce i jako dělostřelecký tahač. Pro toto použití byl vůz vybaven zdvojenými zadními pneumatikami.“ Mnoho z těchto vozů zůstalo v armádní službě až do 30. let 20. století.

### Výroba podle let
V tabulce níže jsou uvedeny počty vyrobených nákladních automobilů Ford TT v jednotlivých letech, přičemž není zahrnuta výroba v Kanadě. Vzhledem k tomu, že v roce 1917 se vyrobily pouhé tři kusy, je ve sloupečku „změna v procentech“ záměrně vynechána hodnota pro řádek roku 1918. Existuje více zdrojů dat o výrobě, které se poněkud liší. Kromě toho je třeba brát v úvahu, že do roku 1920 jsou počty za účetní období, které se neshodovalo s kalendářním rokem. Údaje od ledna 1920 jsou za kalendářní rok.
| Rok    | Počet     | Změna [%] |
| ------ | --------- | --------- |
| 1917   | 3         | x         |
| 1918   | 41 105    | .         |
| 1919   | 70 816    | ▲ 72      |
| 1920   | 53 787    | ▼ −24     |
| 1921   | 64 796    | ▲ 20      |
| 1922   | 154 039   | ▲ 138     |
| 1923   | 246 817   | ▲ 60      |
| 1924   | 259 118   | ▲ 5       |
| 1925   | 306 434   | ▲ 18      |
| 1926   | 213 914   | ▼ −30     |
| 1927   | 74 335    | ▼ −65     |
| Celkem | 1 485 164 | x         |

## Hnací ústrojí

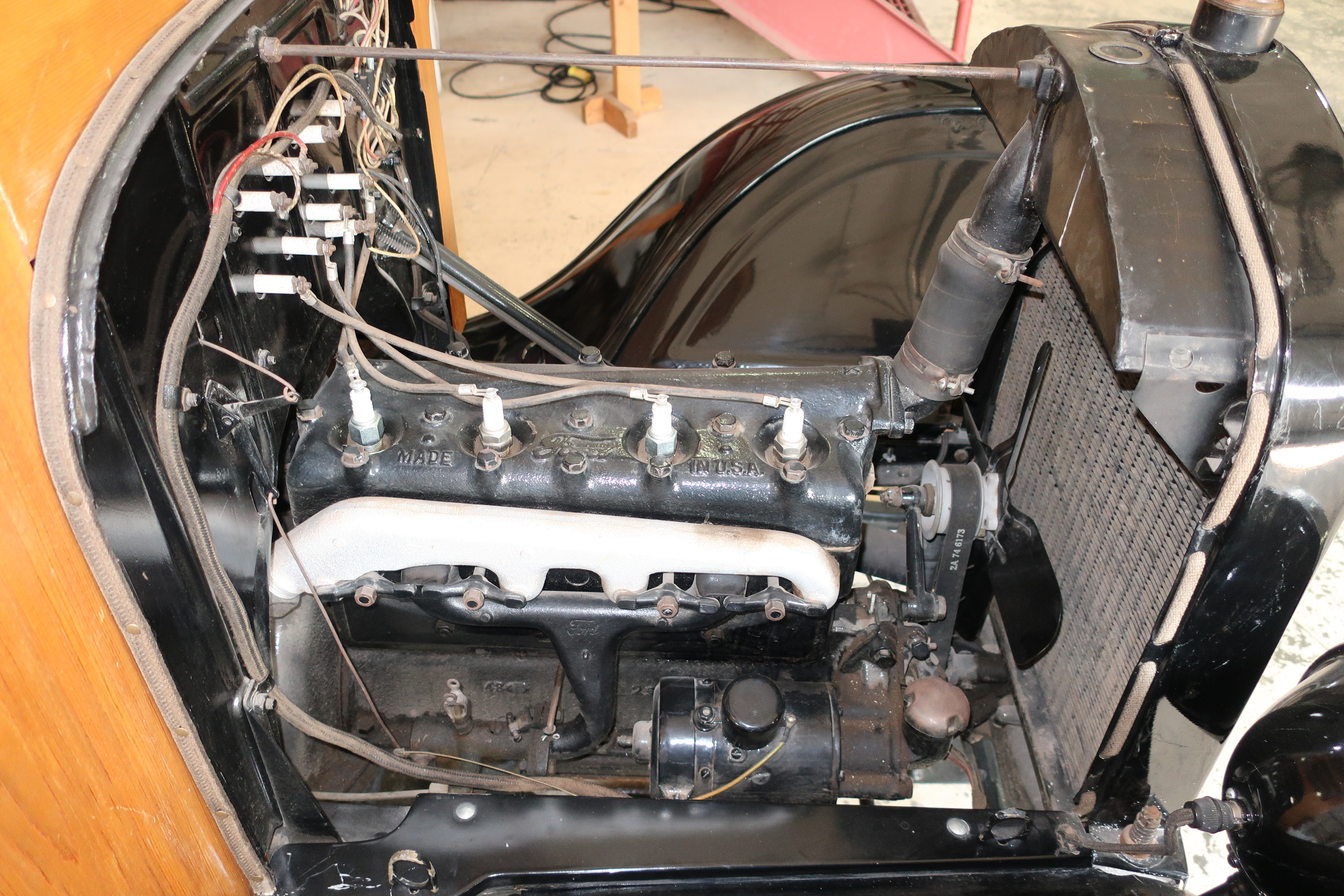
Motor pro 1926 Ford model TT, Campbell County Rockpile Museum v Gillette, Wyoming

I když tento lehký nákladní vůz byl přímo odvozen z osobního vozu Ford model T, hnací ústrojí bylo řešeno odlišně a zohledňovalo jiný způsob provozu automobilu. Zadní náprava modelu TT měla šnekový převod, který zabíral do kola se šnekovým ozubením. Model T naproti tomu používal řetězový převod s pastorkem. Šnek u modelu TT byl umístěn na konci hnacího hřídele, nad kolem se šnekovým ozubením. 
Rozvor modelu T byl 2540 mm. Rozvor modelu TT byl ve srovnání s osobním automobilem výrazně prodloužen. Standardně byl 3175 mm, ale vyráběly se i verze s rozvorem až 4000 mm.  Často byl vybaven přídavnou převodovkou, například převodovkou Ruckstell nebo Jumbo, která umožňovala řadit mezistupně, což bylo užitečné zejména při jízdě v kopcovitém terénu.
Model TT byl na svou dobu velmi odolný, ale v porovnání s jinými nákladními automobily té doby pomalý. Se standardním převodem se doporučovala rychlost nejvýše 15 mil za hodinu (přibližně 24 km/h) a se speciálním převodem nejvýše 22 mil za hodinu (přibližně 35 km/h). Standardní převodový poměr šnekového soukolí byl 7,25:1 a speciální převod měl poměr 5,17:1. Z tohoto důvodu katalog příslušenství nabízel položky, které modelu TT pomáhaly zvýšit výkon.
V roce 1927 skončila výroba osobního automobilu Ford model T a počet vyrobených kusů nákladní verze klesl přibližně na třetinu oproti předchozímu roku (viz tabulka výše). V roce 1928 byl nahrazen nákladním vozem Ford model AA, který byl opět odvozen od osobní verze, Ford model A.

## Galerie
Jak již bylo zmíněno, zpočátku se vůz vyráběl bez karoserie, kterou dle požadavků zákazníka dodaly další společnosti. Později sám Ford vyráběl poměrně širokou paletu karoserií: dvoudveřový pickup, dvoudveřový valník, dvoudveřový vůz s plátěnou střechou, dvoudveřový skříňový vůz ad. I nadále však řada společností nabízela specializované zástavby nebo různé přestavby. Ford model TT tak existoval např. jako cisterna, řada variant hasičských vozů, jako poštovní vůz nebo různé druhy malých autobusů, včetně autobusů s přívěsem nebo dokonce „autobusová tramvaj“.

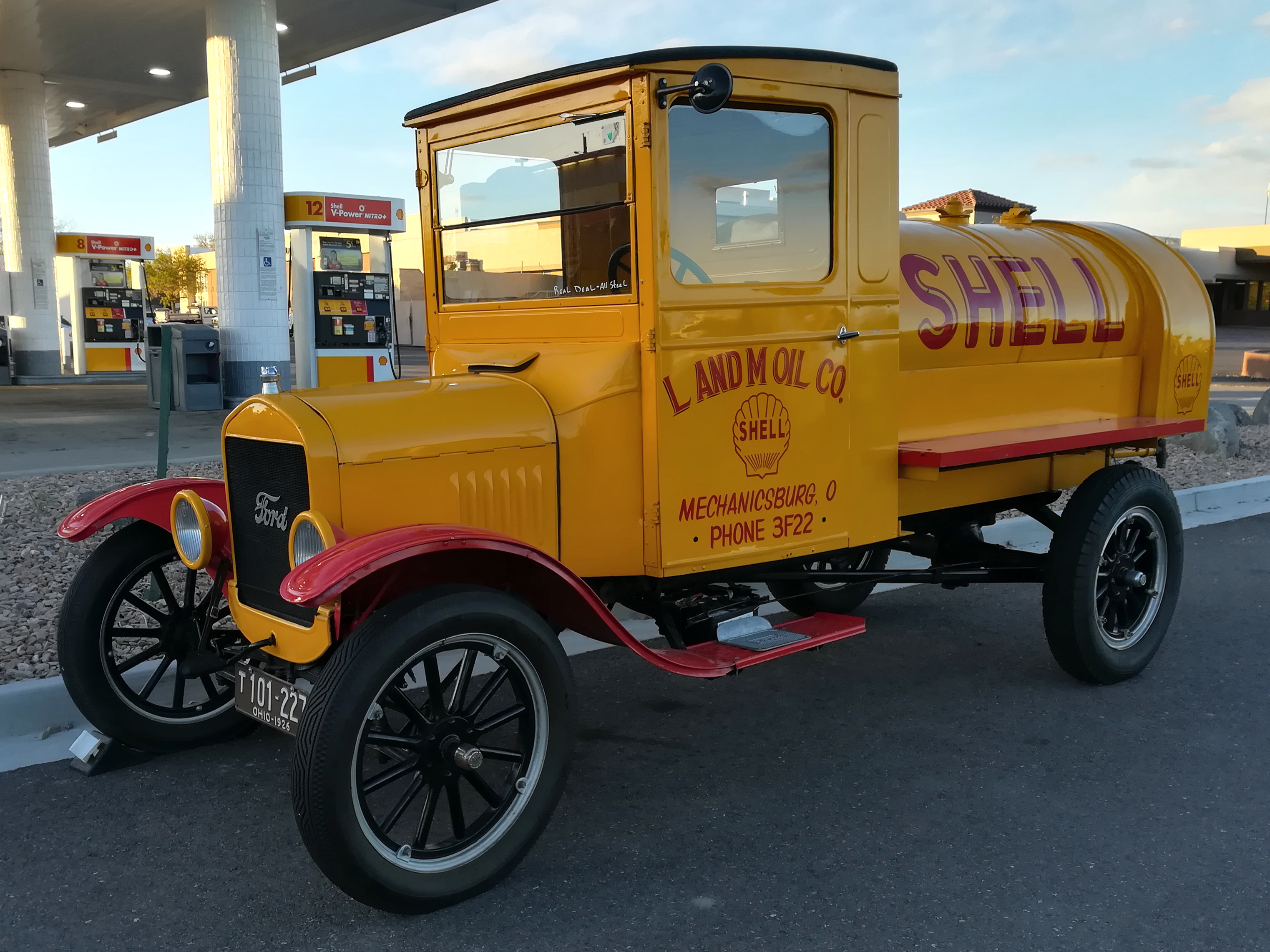
1926 model TT jako cisterna fy Shell
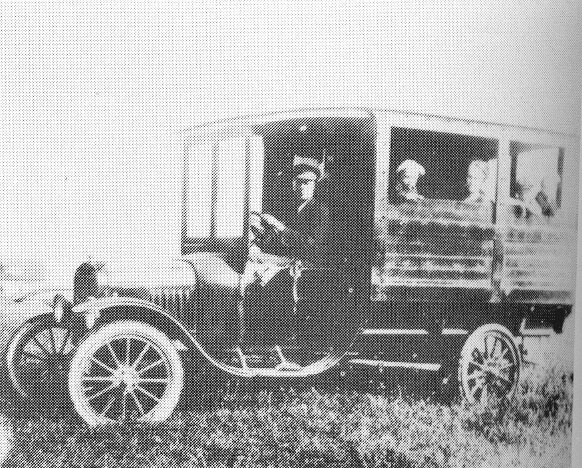
Jako autobus, Skanör, Švédsko 1920
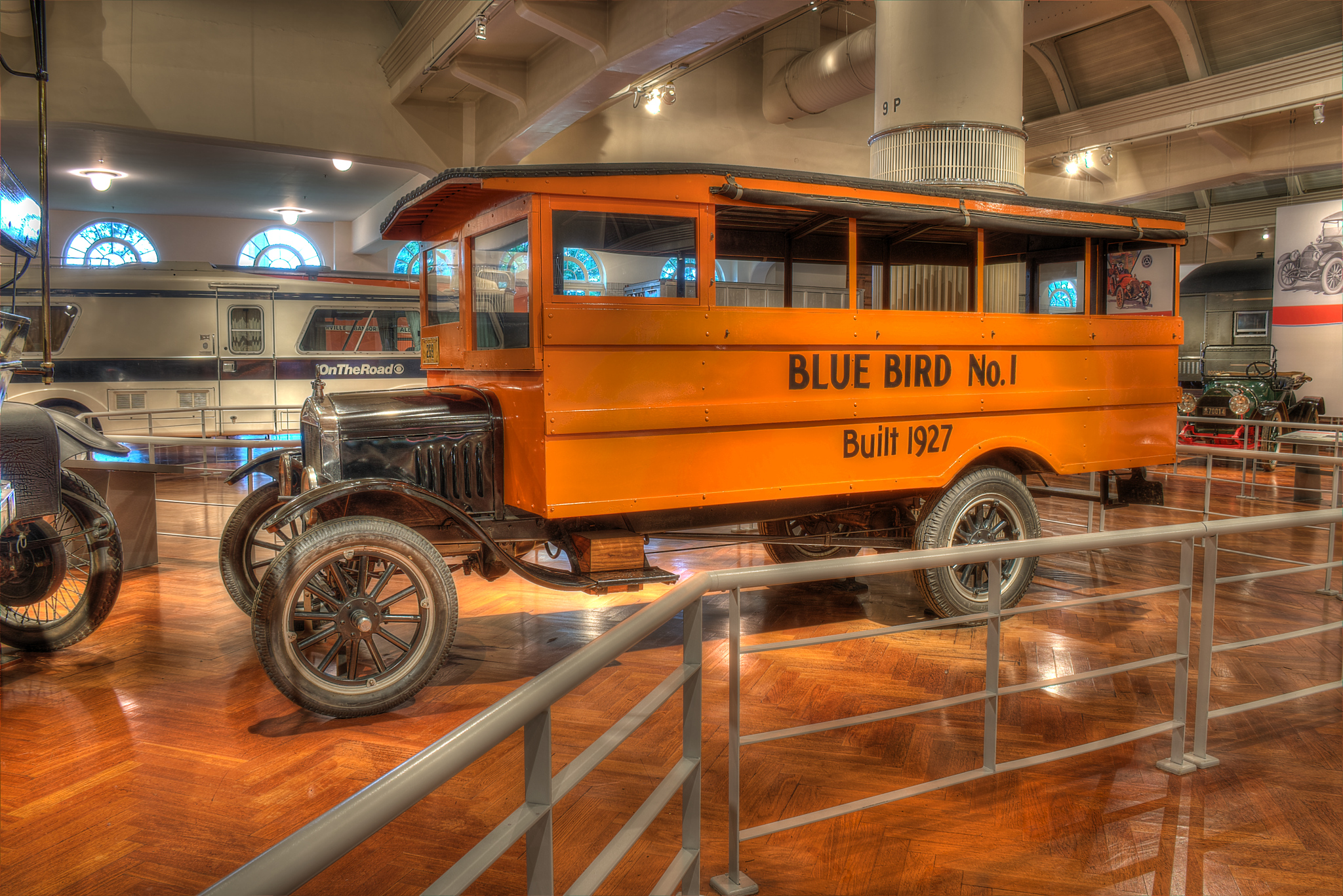
Školní autobus, přestavba 1927 modelu od Blue Bird Corporation
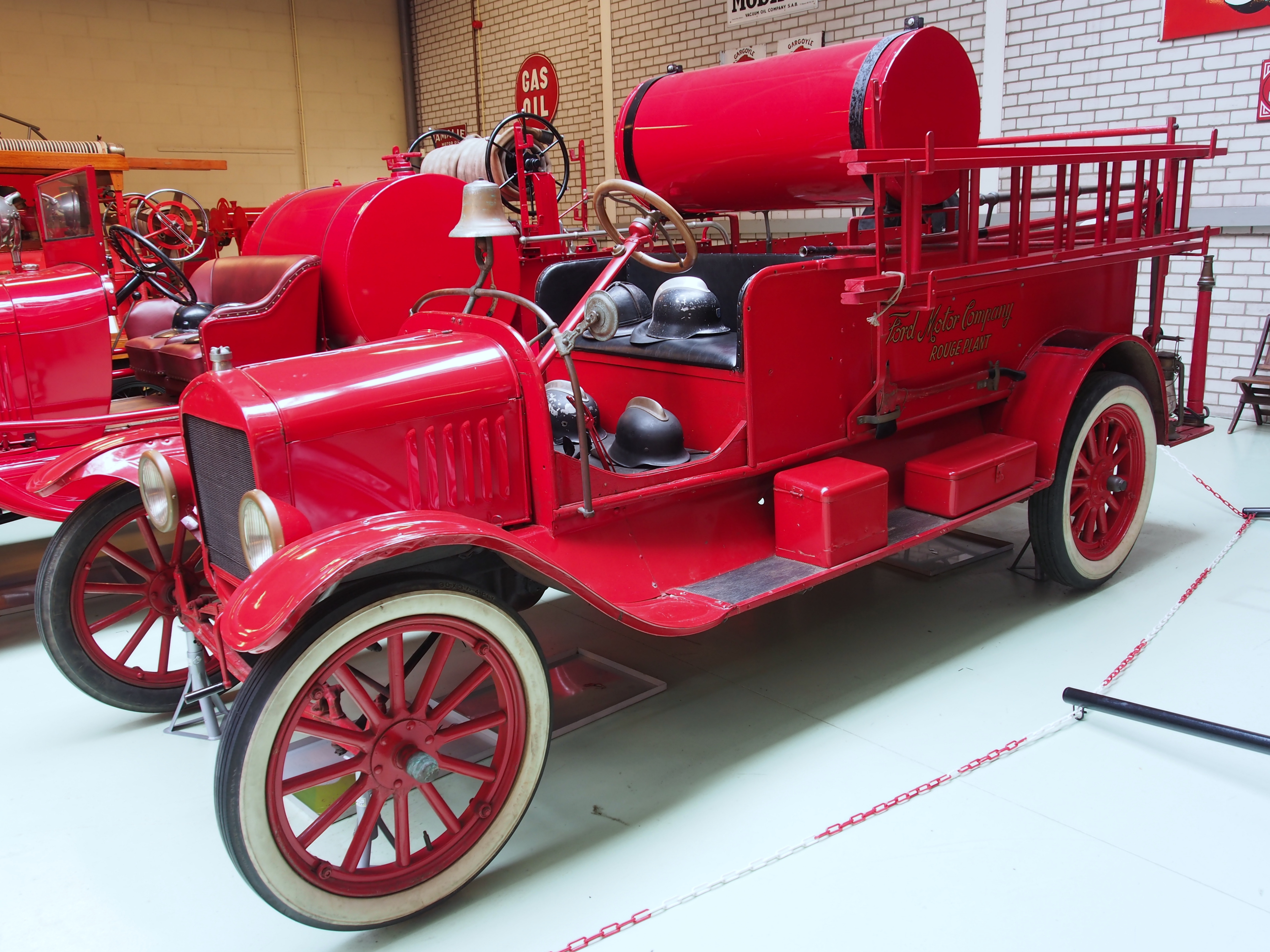
1920 model TT jako hasičský vůz, Den Hartogh Ford museum, Nizozemsko
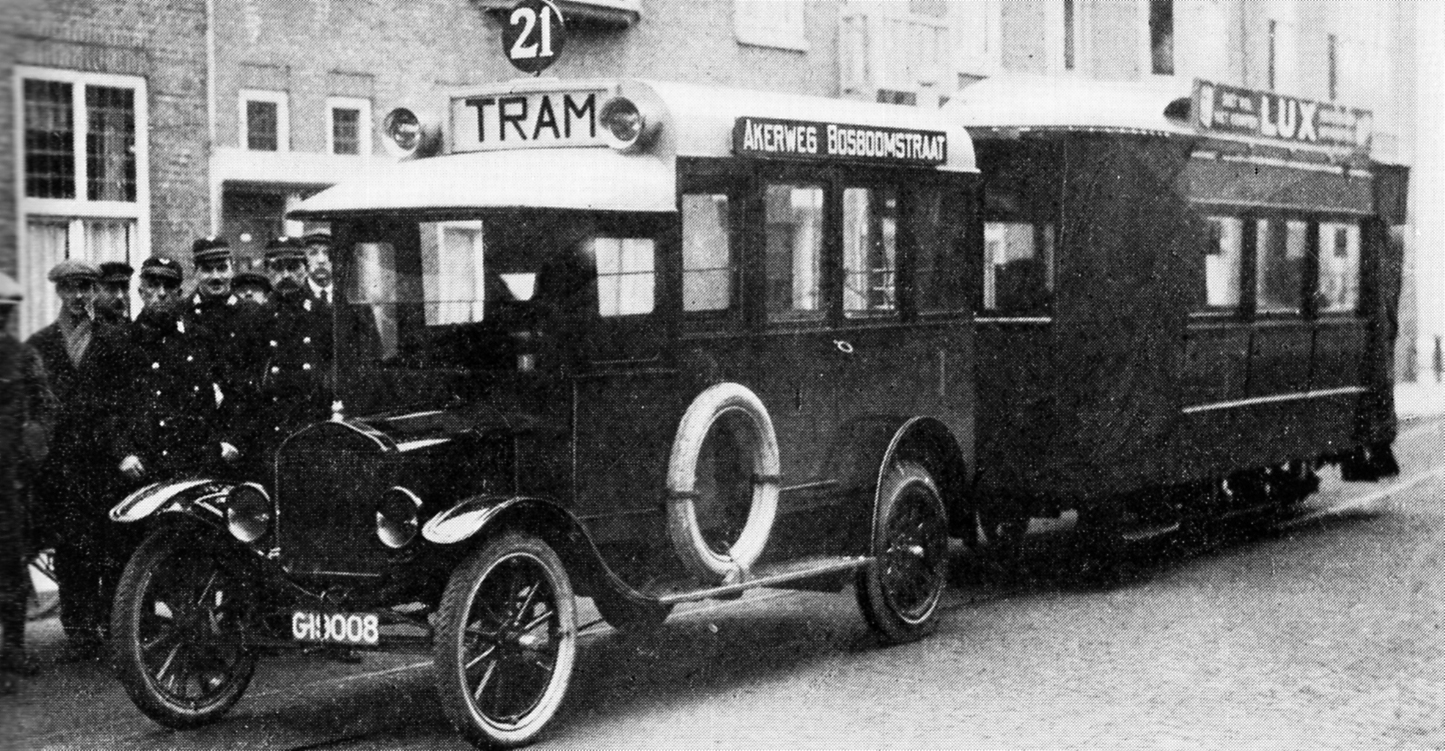
Autobusová tramvaj, Amsterdam 1922